# Жбан

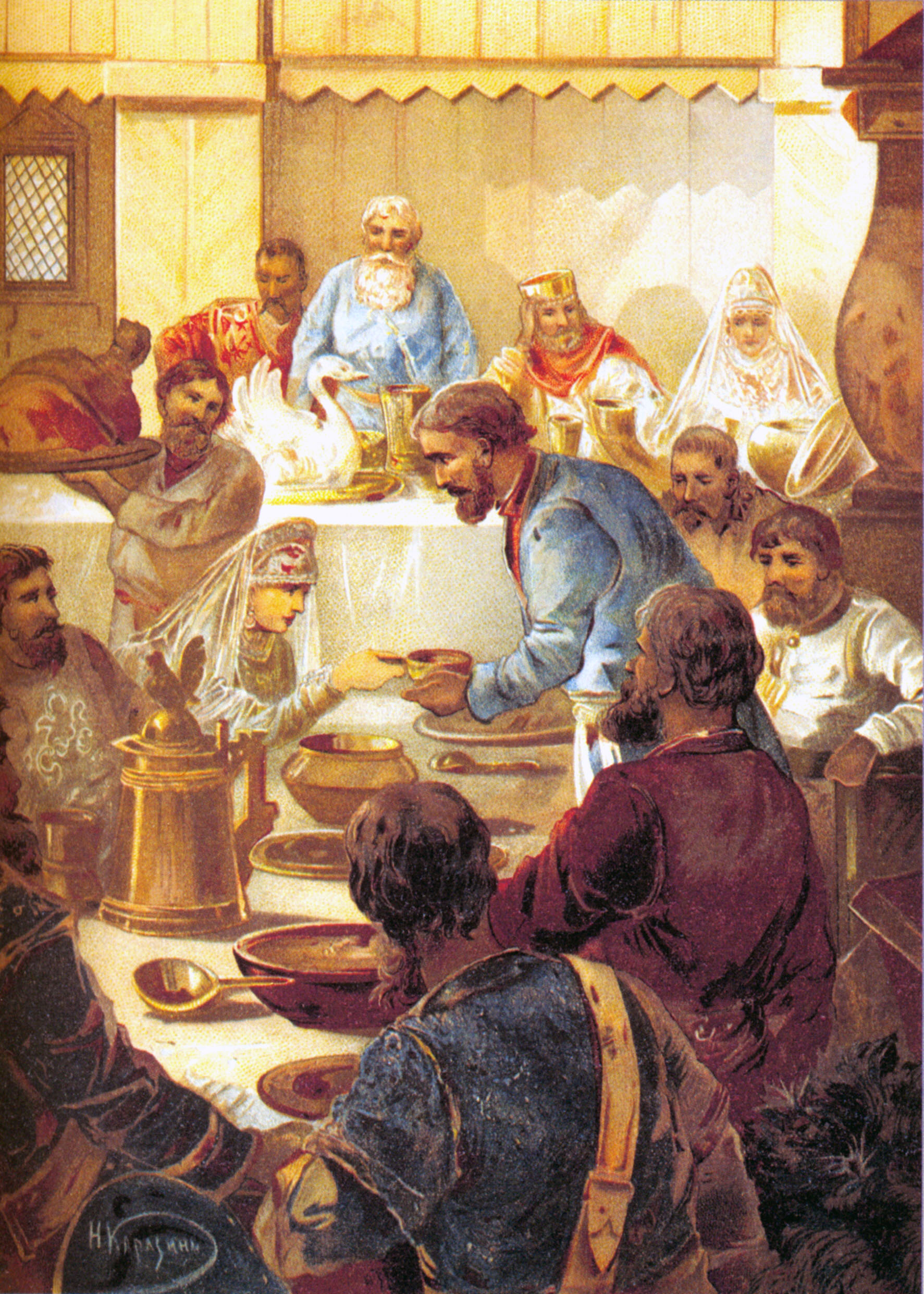
Жбан на картине Каразина Н. Н. «Добрыня Никитич на пиру у князя Владимира»

Жбан — бондарное изделие в виде небольшой кадки с крышкой и ручкой для приготовления и хранения напитков в домашних условиях (кваса, вина). До начала XX века маленький жбан использовался как кружка.